# Arbeitsgericht Mühlhausen
Das Arbeitsgericht Mühlhausen war ein deutsches Arbeitsgericht mit Sitz in Mühlhausen/Thüringen.

## Geschichte
Gemäß Arbeitsgerichtsgesetz vom 23. Dezember 1926 wurden in Deutschland Arbeitsgerichte gebildet. Diese waren nur in der ersten Instanz unabhängig, die Landesarbeitsgerichte waren den Landgerichten zugeordnet. Am Landgericht Erfurt entstand so 1927 das Landesarbeitsgericht Erfurt als eines von vier Landesarbeitsgerichten im Bezirk des Oberlandesgerichtes Naumburg. In Mühlhausen entstand das Arbeitsgericht Mühlhausen. Sein Sprengel umfasste den Bezirke der Amtsgerichte Langensalza, Mühlhausen und Treffurt. Es bestand je eine Kammer für Arbeiter, für Angestellte und für Handwerk.
Nach der Besetzung Deutschlands durch die Alliierten wurden 1945 zunächst alle Gerichte geschlossen. Die ordentlichen Gerichte wurden schon bald wieder eröffnet, während die Arbeitsgerichte zunächst außer in Hamburg nicht wieder eingerichtet wurden, so dass arbeitsgerichtliche Streitigkeiten von den ordentlichen Gerichten erledigt werden mussten. Gemäß Kontrollratsgesetz 21 sollten in Deutschland Arbeitsgerichte aufgebaut werden. So wurde in Mühlhausen wurde das Arbeitsgericht neu gebildet. Gerichtssprengel waren nun der Stadtkreis und der Landkreis Mühlhausen und der Landkreis Langensalza. Revisionsinstanz war nun das Thüringer Landesarbeitsgericht in Erfurt. In der DDR bestanden 1952 bis 1963 Arbeitsgerichte auf Kreis- und Bezirksebene. Nachdem diese 1963 in die Kreis- und Bezirksgerichte integriert worden waren, gab es keine gesonderten Arbeitsgerichte mehr.
Nach der Wende entstand das Arbeitsgericht Mühlhausen 1993 nicht neu.